# Каорлијега (Венеција)
Каорлијега (итал. Caorliega) је насеље у Италији у округу Венеција, региону Венето.
Према процени из 2011. у насељу је живело 224 становника. Насеље се налази на надморској висини од 8 м.